# عبد العزيز بن ناصر الرشيد
عبد العزيز بن ناصر بن عبد العزيز بن رشيد من آل محفوظ من قبيلة العجمان الكريمة ، ويعرف اختصاراً باسم عبد العزيز بن ناصر الرشيد (ولد في مدينة الرس في سنة 1333 للهجرة ومات يوم الاثنين في الرابع من شهر ربيع الأول سنة 1408 للهجرة) هو أحد العلماء السعوديين، وهو أول رئيس للإدارة العامة لتعليم البنات، ورئيس لهيئة محكمة التمييز بالمنطقتين الوسطى والشرقية.

## حياته
ولد في الرس ودرس على يد عمه الشيخ محمد بن عبد العزيز الرشيد والشيخ إبراهيم الضويان مؤلف كتاب «منار السبيل». انتقل في سنة 1353 للهجرة إلى مدينة الرياض. في العاصمة تعلم على يد المفتي محمد بن إبراهيم آل الشيخ وشقيقه عبد اللطيف بن إبراهيم، وفي سنة 1358 للهجرة انتقل إلى مكة المكرمة وبدأ بالتدريس في المعهد العلمي بمكة ثم أصبح قاضياً في منطقة الباحة وفي الظفير وفي تربة وفي حوطة بني تميم.
في سنة 1371 للهجرة تأسس المعهد العلمي بالرياض فَعُهد إليه التدريس به، وبعدها في سنة 1373 للهجرة تأسست كلية الشريعة واللغة فأصبح مدرساً بها. في سنة 1380 للهجرة تَقرَّرَ إنشاء الإدارة العامة لتعليم البنات (عرفت باسم الإدارة العامة لمدارس البنات عند نشأتها) فأصبح الشيخ الرشيد رئيساً لها، وعند إنشاء هيئة التمييز في الرياض أصبح رئيساً عليها.

## وفاته
مرض الشيخ ونقل إلى خارج السعودية للعلاج وتحسنت حالته، ولكنه سرعان ما مرض بعد عودته وظل يتعالج في السعودية حتى وفاته، وحين وفاته في يوم الاثنين في سنة 1408 للهجرة صلى عليه الشيخ عبد العزيز بن باز في جامع الإمام تركي بن عبد الله بالرياض ثم دفن في مقبرة العود.

## المؤلفات
1. عدة الباحث في أحكام التوارث.
2. التنبيهات السنية في شرح العقيدة الواسطية.
3. إفادة السائل في أهم الفتاوى والمسائل - الجزء الأول.
4. القول الأسنى في شرح أسماء الله الحسنى.
5. تفسير آيات الأحكام، وهو غير مطبوع.
6. هل تجوز الأضحية عن الميت؟